# 기계공학
기계공학(機械工學, Mechanical Engineering)은 4대 역학을 기반으로 기계 및 관련 장치 설비의 설계, 제작, 성능, 이용, 운전 등에 관하여 기초적 또는 응용적 분야를 연구하는 공학이다.
일반역학, 운동학, 열역학, 유체역학, 그리고 에너지의 중심 개념에 대한 확실한 이해를 필요로 하며 다른 지식들과 아울러 제품 생산 라인, 공업용 장비, 냉난방 장치, 모터 장치, 비행 장치, 수영 장치, 로봇, 의료 장치 등의 설계 및 분석을 행할 수 있다.
최근에는 학문의 복합화, 융합화 추세에 따라 극초미세 MEMS 나노기술, 인간의 질병치료와 연관된 인공장기 등 인체의 공학적 해석을 시도하는 스포츠과학기술 등도 새로운 기계공학분야로 그 범위가 매우 크다.

## 개발
기계공학의 기원은 인류가 도구와 기구를 발명하여 사용하기 시작한 구석기시대의 타제석기(打製石器)라 할 수 있으며 도구가 발전한 신석기시대의 마제석기(磨製石器)는 진화의 흔적이라 할 수 있을 것이다. 
수학(數學, mathematics), 기초과학 등이 발전하면서 학문이 세분화되어 1800년경에 기계공학 분야가 등장하였고 19세기 말에 전기공학(電氣工學, electrical engineering), 토목공학(土木工學, civil engineering), 화학공학(化學工學, chemical engineering)과 더불어 기계공학의 의미가 부여되었다고 할 수 있다. 석기시대에는 무거운 물체를 움직이게 하는 지렛대의 원리, 청동기시대에는 주조(鑄造)와 단조(鍛造)를 이용한 무기 제작 기술이 사용되었다. 고대 그리스시대의 아르키메데스(Archimedes, 약 기원전 287~212)는 양수기, 투석기 등을 개발하였고, 지렛대의 원리를 이론으로 정립하였다. 또한 헤론(Heron)은 기계장치, 자동문 장치, 측량술 등을 발명하여 사용하였다. 
과학기술의 발전으로 증기터빈, 기중기, 증기기관, 증기기관차, 거중기 등과 같이 보다 진보된 기계장치가 개발되면서 기계공학의 독립적인 이론체계가 형성되었다.
기계공학의 활용 사례는 세계의 많은 고대 및 중세 사회에 대한 기록들에서 찾아볼 수 있다. 고대 서양에서는 그리스의 아르키메데스와 헤론이 기계라는 개념에 큰 영향을 주었으며 중국에서는 장헹이 물시계와 지진계를 만들었고 마준이 차동 톱니바퀴로 이루어진 전차를 만들었다. 중세 중국에서는 시계 기술자 수송이 천문 시계탑에 탈진기의 원리를 적용했으며(세계 최초의 무한궤도가 장착되어 있기도 하다) 이슬람권에서는 오늘날 기계들의 기본 요소로 자리잡은 크랭크와 캠 샤프트 등을 만든 알 자자리 등이 1206년 '창조적 기계 장치에 대한 지식의 책'에 많은 종류의 기계 설계를 기술했다.
19세기 전반에는 잉글랜드와 스코틀랜드는 기계 도구들의 발명을 통해 기계공학을 포함한 여러 가지 공학을 독보적 영역으로 끌어올려 기계의 대량 생산 체계를 세우고 기계에 동력을 불어넣는 엔진을 만들기 시작했다. 1847년에는 영국 최초 기계 기술자 사회 단체가 등장했으며 그로부터 30년 뒤에는 영국 최초 민간 기술자 사회 단체가 등장했다. 미국에서는 미국 기계 기술자 사회 단체가 1880년에 등장해 1852년에 등장한 미국 민간 기술자 사회 단체와 1871년에 등장한 미국 채광 기술자 사회 단체에 이은 미국의 셋째 기술자 사회 단체가 되었다. 미국의 교육 기관에서 처음으로 기계공학을 가르친 것은 1817년 미국 군사 학교에서, 1819년 모 학회(지금은 노르위치 대학교), 1825년 렌슬리어 폴리테크닉 등이다. 기계공학 교육은 역사적으로 수학 및 과학 면에 있어 영향력이 있는 재단에 의해 이루어진 경우가 대부분이다.

## 역사
기계 공학의 응용 프로그램은 다양한 고대와 중세 사회의 기록에서 볼 수 있다. 여섯 고전적인 간단한 기계는 고대 근동에서 알려졌다. 웨지와 경사 평면 (경사)은 선사 시대부터 알려졌다. 바퀴와 차축 메커니즘과 함께 바퀴는기원전 5년 동안 메소포타미아(현대 이라크)에서 발명되었다. 레버 메커니즘은 약 5,000년 전에 근동 지역에서 처음 나타났으며, 근처의 경우 간단한 저울 척도인 사용되었으며 고대 이집트 기술로큰 물체를 이동했다. 레버는 기원전 3000년경 메소포타미아에 나타난 최초의 크레인 기인 샤도오프 워터 리프팅 장치에도 사용되었다. 풀리의 초기 증거는 기원전 2년 초에 메소포타미아로 거슬러 올라간다. 
사키아는 기원전 4세기에 쿠시 왕국에서 개발되었다. 그것은 인간의 에너지의 요구 사항에 견인을 감소 동물의 힘에 의존. 하피르 형태의 저수지는 물을 저장하고 관개를 강화하기 위해 쿠시에서 개발되었다. 메로에서기원전 7세기에 블룸메리와 용광로가 개발되었다. 쿠시테 해다이얼은 고급 삼각법의 형태로 수학을 적용했다.
기원전 4세기 초, 초기 이라크와 이란에서 페르시아 제국에 처음 등장한 최초의 실용적인 수동력 기계인 워터 휠과 워터밀이 처음으로 등장했다. 고대 그리스에서 아르키메데스 (기원전 287-212)의 작품은 서양 전통의 역학에 영향을 미쳤다. 로마 이집트에서, 알렉산드리아의 헤론 (c. 10-70 AD) 최초의 증기 구동 장치(Aeolipile)를 만들었다. 중국에서 장헝(78-139 AD)은 물시계를 개선하고 계측계를 발명했고, 마준(200-265AD)은 차동 기어가 달린 전차를 발명했다. 중세 중국의 문가학자이자 엔지니어인 수송(1020-1101 AD)은 중세 유럽 시계에서 탈출 장치가 발견되기 2세기 전에 그의 천문학시계탑에 탈출 메커니즘을 통합했다. 그는 또한 세계 최초의 알려진 끝없는 전력 전송체인 드라이브를 발명했다. 
이슬람 황금 시대 (7~15세기) 동안 이슬람 발명가들은 기계 기술 분야에서 놀라운 공헌을 했다. 그 중 한 명인 알 자자리는 1206년에 그의 유명한 독창적인 장치 책을 썼고 많은 기계 디자인을 선보였다. 알자자리는 또한 크랭크샤프트와 캠샤프트와 같은 장치를 만든 최초의 알려진 사람으로, 현재 많은 메커니즘의 기초를 형성하고 있다. 
17세기 동안, 기계 공학의 기초에 중요한 돌파구는 영국에서 발생했다. 아이작 뉴턴 경은 뉴턴의 운동 법칙을 공식화하고 물리학의 수학적 기초인 미적분을 개발했다. 뉴턴은 수년 동안 자신의 작품을 출판하는 것을 꺼렸지만, 마침내 에드먼드 할리경과 같은 동료들에 의해 그렇게 하도록 설득되었다. 고트프리트 빌헬름 라이프니즈는 이 기간 동안 미적분을 만든 것으로도 유명하다. 
19세기 초 산업 혁명 동안 영국, 독일, 스코틀랜드에서 공작 기계가 개발되었다. 이를 통해 기계 공학은 엔지니어링 내에서 별도의 분야로 개발할 수 있었다. 그들은 그들과 함께 그들의 전원, 제조 기계와 엔진을 가져왔다. 기계 엔지니어의 첫 번째 영국 전문 사회는 토목 엔지니어의 첫 번째 전문 사회 기관을 형성 한 후 30년 뒤, 1847년에 설립되었다. 유럽 대륙에서 요한 폰 짐머만(1820-1901)은 1848년 독일 켐니츠에 분쇄기를 위한 최초의 공장을 설립했다.
미국에서는 미국 기계 공학 협회(ASME)가 1880년에 설립되어 미국 토목 엔지니어 협회(1852)와 미국 광업 엔지니어 연구소(1871)에 이어 세 번째로 전문 엔지니어링 협회가 되었다. 엔지니어링 교육을 제공하는 미국의 첫 번째 학교는 1817년에 미국 육군 사관학교, 현재 노리치 대학으로 알려진 기관, 렌셀러 폴리 테크닉 연구소 1825. 기계 공학 교육은 역사적으로 수학과 과학의 강력한 기초를 기반으로 하고 있다.  

## 현대적 도구
많은 기업, 특히 선진국에서 컴퓨터 지원 공학 (CAE) 기존의 설계 및 분석 프로세스, 2D 및 3D 솔리드 모델링 컴퓨터 지원 설계 (CAD 데이터)를 포함하여 프로그램에 반영하기 시작했다. 이 방법은 보다 완전한 제품의 시각화를 용이하게 하는 등 많은 이점을 가지고 있다. 기능 부품의 가상 어셈블리를 만드는 방법과 인터페이스 공차 설계에서 사용의 용이성이 뛰어나다.
다른 CAE 프로그램은 일반적으로 엔지니어가 복합 시뮬레이션을 통해 제품 수명 주기 관리 및 분석 도구로 사용되었다. 분석 도구는 피로 한도와 제조를 포함한 예상 하중에 제품의 응답을 예측하는 데 사용할 수 있다. 이러한 도구 (FEA), 전산 유체 역학 (CFD) 및 컴퓨터 지원 제조 (CAM)는 유한 요소 분석에 포함된다.
CAE 프로그램을 이용하여 기계 설계팀은 신속하고 저렴한 비용으로 더 나은 성능을 충족시키는 제품의 개발 설계 프로세스를 별 다른 제약 없이 반복할 수 있다. 디자인을 수백, 수천 번 평가할 수 있도록 완성 시까지 상대적으로 비물리적 프로토타입을 대신 생성할 수 있다. 뿐만 아니라, CAE 분석 프로그램은 복잡한 물리현상이나 점탄성 같은 수작업으로 해결할 수 없는 조립 부품, 혹은 비 뉴턴성 흐름 사이의 복합 접촉을 가능하게 한다.
다른 분야와의 병합을 시작으로 기계공학은 메카트로닉스 관점에서 종합 설계 최적화(MDO) 이외의 CAE 프로그램으로 반복 설계 프로세스 개선을 자동화하는데 함께 사용되고 있다. 기존의 CAE 과정의 주위로 MDO 툴로 둘러져 있는데, 분석가가 집으로 돌아간 후에도 제품 평가를 계속하는 것을 허용한다. 그들은 또한 정교한 최적화 알고리즘을 지적으로 탐구한다. 수시로 곤란한 전문 분야 협력 디자인 문제에 더 나은, 혁신적인 해결책을 찾아내는 가능한 디자인을 이용한다.

## 같이 보기
- 발명가 목록
- 기계공학자 목록
- SAE International